# Paper Monsters Tour
Il Paper Monsters Tour è il primo tour da solista del cantante dei Depeche Mode Dave Gahan, intrapreso nel 2003 per promuovere il suo primo album solista Paper Monsters.
Dal concerto del 5 luglio 2003, all'Olympia di Parigi vi fu registrato il DVD Live Monsters pubblicato poi nel 2004.

## Scaletta 1 e 2
1. Hidden Houses
2. Hold On
3. Dirty Sticky Floors
4. A Question of Time
5. Bitter Apple
6. Black and Blue Again
7. Stay
8. A Little Piece
9. Walking in My Shoes
10. I Need You
11. Bottle Living
12. Personal Jesus
13. Goodbye
14. I Feel You
15. Never Let Me Down Again
16. Policy of Truth
17. Enjoy the Silence

## Scaletta 3
1. Dirty Sticky Floors
2. Hidden Houses
3. Black and Blue Again
4. A Question of Time
5. Bitter Apple
6. A Little Piece
7. Useless
8. I Need You
9. Walking in My Shoes
10. Bottle Living
11. Personal Jesus
12. Goodbye
13. Hold On
14. I Feel You
15. Never Let Me Down Again
16. Dream On
17. Enjoy The Silence
18. Policy Of Truth